# Discobola euthenia
Discobola euthenia är en tvåvingeart som först beskrevs av Alexander 1958.  Discobola euthenia ingår i släktet Discobola och familjen småharkrankar. Inga underarter finns listade i Catalogue of Life.